# Correspondencia AdS/CFT
En física teórica, la correspondencia AdS/CFT (espacio anti-de Sitter/teoría conforme de campos), también llamada conjetura de Maldacena, dualidad Maldacena o dualidad gauge/gravedad, es una relación conjeturada entre dos tipos de teorías físicas. Por un lado están los espacios anti-de Sitter (AdS) que se utilizan en las teorías de la gravedad cuántica, formulados en términos de la teoría de cuerdas o la teoría M. En el otro lado de la correspondencia están las teorías de campos conformes (CFT) que son teorías de campos cuánticos, que incluyen teorías similares a las teorías de Yang-Mills que describen partículas elementales.
La dualidad representa un gran avance en nuestra comprensión de la teoría de cuerdas y la gravedad cuántica. Esto se debe a que proporciona una formulación no perturbativa de la teoría de cuerdas con ciertas condiciones de frontera y porque es la realización más exitosa del principio holográfico, una idea en gravedad cuántica propuesta originalmente por Gerard 't Hooft y promovida por Leonard Susskind.
En física, la correspondencia AdS/CFT es la equivalencia entre una teoría de cuerdas o una supergravedad definida en una cierta clase de espacio anti-de Sitter y una teoría conforme de campos definida en su frontera con dimensión menor por uno. 
El espacio anti-de Sitter (AdS) corresponde a una solución a las ecuaciones de Einstein con constante cosmológica negativa, y es una teoría clásica de la gravedad; mientras que la teoría conforme de campos (CFT:Conformal Field Theory) es una teoría cuántica. Esta correspondencia entre una teoría clásica de la gravedad y una cuántica, puede ser el camino hacia la gravedad cuántica.
La correspondencia AdS/CFT fue propuesta originalmente por el físico argentino Juan Maldacena a finales de 1997, y algunas de sus propiedades técnicas pronto fueron clarificadas en un artículo de Edward Witten y otro artículo de Gubser, Klebanov y Polyakov. Para 2015, el artículo de Maldacena tenía más de 10.000 citas, convirtiéndose en el artículo más citado en el campo de la física de partículas.

## Resumen de la correspondencia

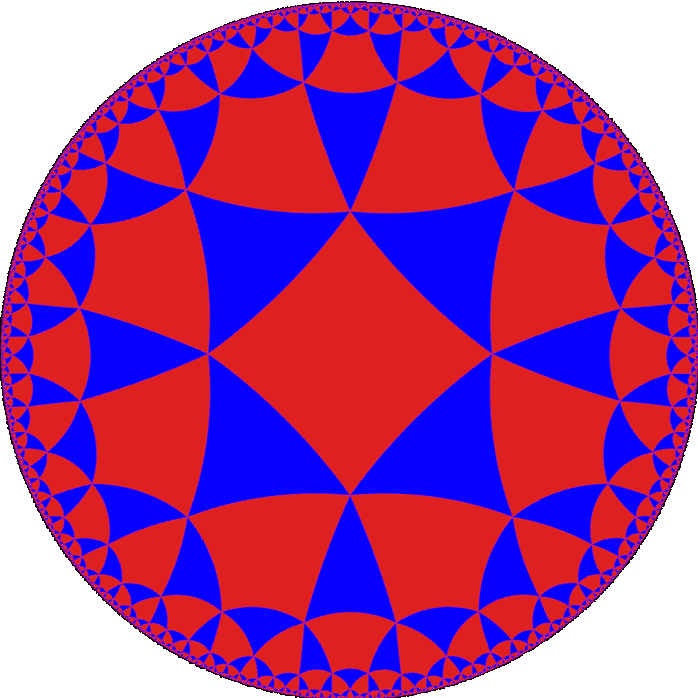
Un teselado del plano hiperbólico por triángulos y cuadrados.

### La geometría del espacio anti-de Sitter
En la correspondencia de AdS/CFT, se considera la teoría de cuerdas o la teoría M sobre un fondo anti-de Sitter. Esto significa que la geometría del espacio-tiempo se describe en términos de una cierta solución al vacío de la ecuación de Einstein llamada anti-de Sitter.
En términos muy elementales, el espacio anti-de Sitter es un modelo matemático del espacio-tiempo en el que la noción de distancia entre puntos (la métrica) es diferente de la noción de distancia en la geometría euclidiana ordinaria. Está estrechamente relacionado con el espacio hiperbólico, que puede ser visto como un disco como se ilustra a la derecha. Esta imagen muestra una teselación de un disco por triángulos y cuadrados. Uno puede definir la distancia entre los puntos de este disco de tal manera que todos los triángulos y cuadrados son del mismo tamaño y el límite exterior circular está infinitamente lejos de cualquier punto en el interior.
Ahora imagine una pila de discos hiperbólicos donde cada disco representa el estado del universo en un momento dado. El objeto geométrico resultante es el espacio tridimensional anti-de Sitter. Parece un cilindro sólido en el que cualquier sección transversal es una copia del disco hiperbólico. El tiempo corre a lo largo de la dirección vertical en esta imagen. La superficie de este cilindro juega un papel importante en la correspondencia AdS/CFT. Al igual que con el plano hiperbólico, el espacio anti-de Sitter está curvado de tal manera que cualquier punto en el interior está realmente infinitamente lejos de esta superficie límite.

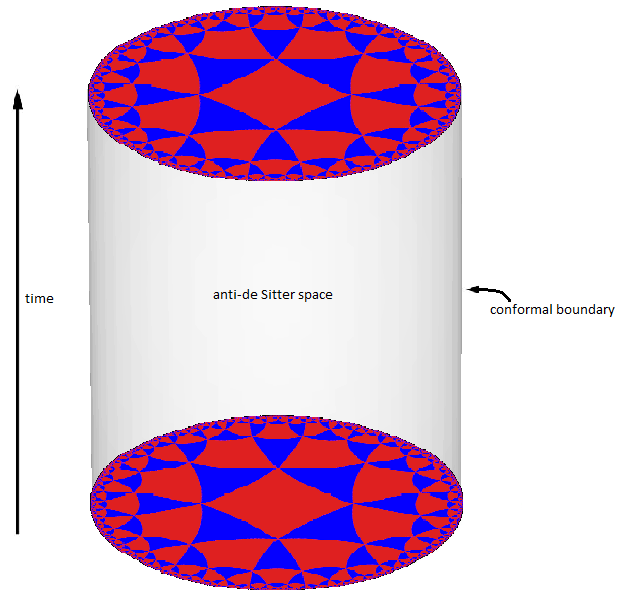
El espacio tridimensional anti-de Sitter es como una pila de discos hiperbólicos, cada uno representando el estado del universo en un momento dado. El espacio-tiempo resultante se parece a un cilindro sólido.

Esta construcción describe un universo hipotético con sólo dos dimensiones espaciales y una dimensión temporal, pero puede generalizarse a cualquier número de dimensiones. De hecho, el espacio hiperbólico puede tener más de dos dimensiones y uno puede "apilar" copias del espacio hiperbólico para obtener modelos de dimensiones superiores del espacio anti-de Sitter.

### La idea de AdS/CFT
Una característica importante del espacio anti-de Sitter es su límite (que se parece a un cilindro en el caso del espacio tridimensional anti-de Sitter). Una propiedad de este límite es que, localmente alrededor de cualquier punto, se parece al espacio de Minkowski, el modelo del espacio-tiempo usado en la física no-profesional.
Por lo tanto, se puede considerar una teoría auxiliar en la que el "espacio-tiempo" está dado por el límite del espacio anti-de Sitter. Esta observación es el punto de partida para la correspondencia AdS/CFT, que establece que el límite del espacio anti-de Sitter puede considerarse como el "espacio-tiempo" para una teoría de campo conforme. La afirmación es que esta teoría del campo conformal es equivalente a la teoría gravitatoria en el espacio anti-de Sitter a granel en el sentido de que hay un "diccionario" para traducir cálculos en una teoría en cálculos en la otra. Cada entidad en una teoría tiene una contrapartida en la otra teoría. Por ejemplo, una sola partícula en la teoría gravitacional podría corresponder a alguna recopilación de partículas en la teoría de límites. Además, las predicciones en las dos teorías son cuantitativamente idénticas, de modo que si dos partículas tienen un 40 por ciento de probabilidad de colisionar en la teoría gravitatoria, entonces las colecciones correspondientes en la teoría límite también tendrían un 40 por ciento de probabilidad de colisionar.

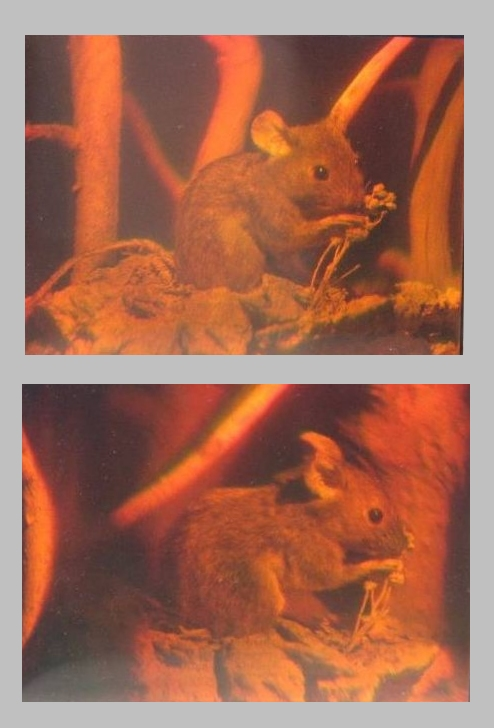
Un holograma es una imagen bidimensional que almacena información sobre las tres dimensiones del objeto que representa. Las dos imágenes aquí son fotografías de un solo holograma tomado de ángulos diferentes.

Observe que el límite del espacio anti-de Sitter tiene menos dimensiones que el propio espacio anti-de Sitter. Por ejemplo, en el ejemplo tridimensional ilustrado anteriormente, el límite es una superficie bidimensional. La correspondencia AdS/CFT se describe a menudo como una "dualidad holográfica", porque esta relación entre las dos teorías es similar a la relación entre un objeto tridimensional y su imagen como un holograma. Aunque un holograma es bidimensional, codifica información sobre las tres dimensiones del objeto que representa. De la misma manera, las teorías que están relacionadas por la correspondencia AdS/CFT se conjetura que son exactamente equivalentes, a pesar de vivir en diferentes números de dimensiones. La teoría del campo conformal es como un holograma que captura información acerca de la teoría de la gravedad cuántica de mayor dimensión.

### Ejemplos de la correspondencia
Siguiendo la comprensión de Maldacena en 1997, los teóricos han descubierto muchas realizaciones diferentes de la correspondencia de AdS/CFT. Éstas relacionan varias teorías conformales del campo a las compactifications de la teoría de la cuerda y de la teoría M en varios números de dimensiones. Las teorías involucradas, en general no son modelos viables del mundo real, pero tienen ciertas características, como su contenido de partículas o alto grado de simetría, que las hace útiles para resolver problemas en la teoría cuántica de campos y la gravedad cuántica.
El ejemplo más famoso de la correspondencia de AdS/CFT indica que la teoría de cuerdas de tipo IIB en el espacio de producto {\displaystyle AdS_{5}\times S^{5}} es equivalente a la teoría supersimétrica N = 4 de Yang-Mills en el límite cuatro-dimensional. En este ejemplo, el espacio-tiempo en el que vive la teoría gravitatoria es efectivamente de cinco dimensiones (de ahí la notación {\displaystyle AdS_{5}}), y hay cinco dimensiones compactas adicionales (codificadas por el estilo {\displaystyle S^{5}} factor). En el mundo real, el espacio-tiempo es de cuatro dimensiones, al menos macroscópicamente, por lo que esta versión de la correspondencia no proporciona un modelo realista de la gravedad. Del mismo modo, la teoría dual no es un modelo viable de ningún sistema del mundo real, ya que asume una gran cantidad de supersimetría. Sin embargo, como se explica más adelante, esta teoría de límites comparte algunas características en común con la cromodinámica cuántica, la teoría fundamental de la fuerza fuerte. Describe partículas similares a los gluones de la cromodinámica cuántica junto con ciertos fermiones. Como resultado, ha encontrado aplicaciones en física nuclear, particularmente en el estudio del plasma de quark-gluón.
Otra realización de la correspondencia indica que la teoría M en {\displaystyle AdS_{7}\times S^{4}} es equivalente a la llamada (2,0) Teoría en seis dimensiones. En este ejemplo, el espacio-tiempo de la teoría gravitatoria es efectivamente de siete dimensiones. La existencia de la teoría (2,0) que aparece en un lado de la dualidad se predice por la clasificación de teorías de campo superconformes. Todavía es poco entendida porque es una teoría mecánica cuántica sin un límite clásico. A pesar de la dificultad inherente en el estudio de esta teoría, se considera que es un objeto interesante por una variedad de razones, tanto físicas como matemáticas.
Otra realización de la correspondencia afirma que la teoría M en {\displaystyle AdS_{4}\times S^{7}} es equivalente a la teoría del campo superconformal ABJM en tres dimensiones. Aquí la teoría gravitatoria tiene cuatro dimensiones no compacto, por lo que esta versión de la correspondencia proporciona una descripción algo más realista de la gravedad.

## Historia y desarrollo

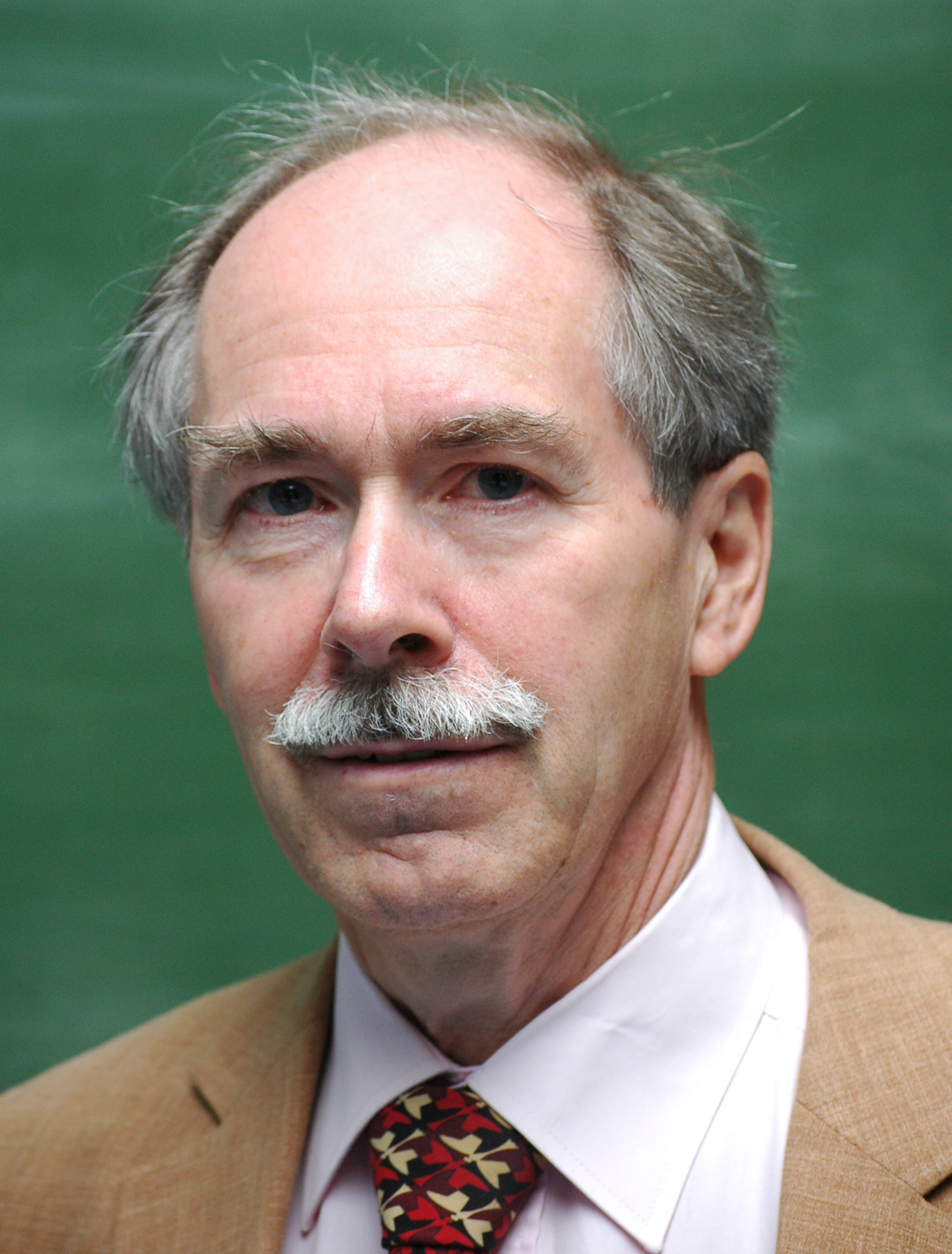
Gerard 't Hooft obtuvo resultados relacionados con la correspondencia AdS / CFT en la década de 1970 al estudiar las analogías entre la teoría de cuerdas y la física nuclear.

### Teoría de cuerdas y física nuclear
El descubrimiento de la correspondencia de AdS/CFT a finales de 1997 fue la culminación de una larga historia de esfuerzos para relacionar la teoría de cuerdas con la física nuclear. De hecho, la teoría de cuerdas se desarrolló originalmente a finales de los años sesenta y principios de los setenta como una teoría de hadrones, las partículas subatómicas como el protón y el neutrón que se mantienen unidos por la fuerza nuclear fuerte. La idea era que cada una de estas partículas pudiera verse como un modo de oscilación diferente de una cadena. A finales de los años sesenta, los experimentalistas habían encontrado que los hadrones caían en las familias llamadas trayectorias de Regge con energía cuadrada proporcional al momento angular, y los teóricos demostraron que esta relación surge naturalmente de la física de una cuerda relativista giratoria.
Por otro lado, los intentos de modelar hadrones como cuerdas se enfrentaban a serios problemas. Un problema es que la teoría de cuerdas incluye una partícula spin-2 sin masa, mientras que ninguna partícula aparece en la física de los hadrones. Tal partícula mediaría una fuerza con las propiedades de la gravedad. En 1974, Joel Scherk y John Schwarz sugirieron que la teoría de cuerdas no era, por lo tanto, una teoría de la física nuclear, como muchos teóricos habían pensado, sino una teoría de la gravedad cuántica. Al mismo tiempo, notaron que los hadrones se hacen realmente de los quarks, y el acercamiento de la teoría de la secuencia fue abandonado a favor de la cromodinámica cuántica.
En la cromodinámica cuántica, los quarks tienen una especie de carga que viene en tres variedades llamadas colores. En un trabajo de 1974, Gerard 't Hooft estudió la relación entre la teoría de cuerdas y la física nuclear desde otro punto de vista al considerar teorías similares a la cromodinámica cuántica, donde el número de colores es un número arbitrario {\displaystyle N}, en lugar de Tres. En este artículo, 't Hooft consideró un cierto límite donde {\displaystyle N} tiende al infinito y argumentó que en este límite ciertos cálculos en la teoría del campo cuántico se asemejan a cálculos en la teoría de cuerdas.

### Agujeros negros y holografía

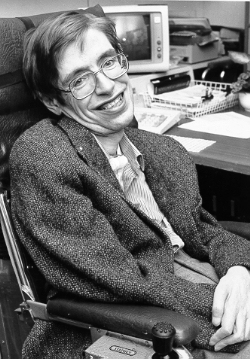
Stephen Hawking predijo en 1975 que el agujero negro emite radiación de Hawking debido a los efectos cuánticos.

En 1975, Stephen Hawking publicó un cálculo que sugirió que los agujeros negros no son completamente negros, ya que emiten una radiación tenue debido a los efectos cuánticos cerca del horizonte del acontecimiento. Este trabajo amplió los resultados anteriores de Jacob Bekenstein que había sugerido que los agujeros negros tienen una entropía bien definida. Al principio, el resultado de Hawking parecía contradecir uno de los principales postulados de la mecánica cuántica, a saber, la unitaridad de la evolución del tiempo. Intuitivamente, el postulado de unitaridad dice que los sistemas mecánicos cuánticos no destruyen la información a medida que evolucionan de un estado a otro. Por esta razón, la contradicción aparente llegó a ser conocida como la paradoja de la información del agujero negro.

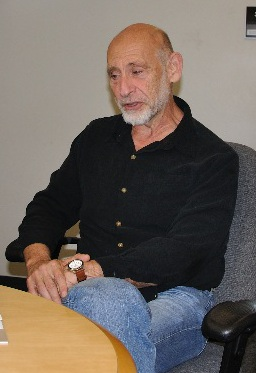
Leonard Susskind hizo contribuciones tempranas a la idea de la holografía en la gravedad cuántica.

Más tarde, en 1993, Gerard 't Hooft escribió un artículo especulativo sobre la gravedad cuántica en el cual revisó el trabajo de Hawking sobre la termodinámica de agujeros negros, concluyendo que el número total de grados de libertad en una región de espacio-tiempo que rodea un agujero negro es proporcional a la superficie Área del horizonte. Esta idea fue promovida por Leonard Susskind y ahora es conocida como el principio holográfico. El principio holográfico y su realización en la teoría de cuerdas a través de la correspondencia AdS/CFT han ayudado a dilucidar los misterios de los agujeros negros sugeridos por el trabajo de Hawking y se cree que proporcionan una resolución de la paradoja de la información del agujero negro. En 2004, Hawking admitió que los agujeros negros no violan la mecánica cuántica, y sugirió un mecanismo concreto por el cual podrían preservar la información.

### El trabajo de Maldacena
A finales de 1997, Juan Maldacena publicó un documento de referencia que inició el estudio de AdS/CFT. Según Alexander Markovich Polyakov, "el trabajo de [Maldacena] abrió las compuertas". La conjetura inmediatamente despertó gran interés en la comunidad de teoría de cuerdas y fue considerada en artículos de Steven Gubser, Igor Klebanov y Alexander Polyakov, y de Edward Witten. Estos documentos hicieron que la conjetura de Maldacena fuera más precisa y mostraron que la teoría del campo conformal que aparece en la correspondencia vive en el límite del espacio anti-de Sitter.

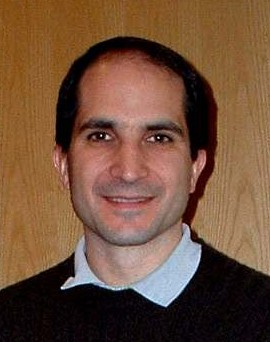
Juan Maldacena propuso por primera vez la correspondencia AdS/CFT a fines de 1997.

Un caso especial de la propuesta de Maldacena dice que la teoría N=4 super-Yang-Mills, una teoría de calibre similar en algunos aspectos a la cromodinámica cuántica, es equivalente a la teoría de cuerdas en el espacio anti-de Sitter en cinco dimensiones. Este resultado ayudó a aclarar el trabajo anterior de 't Hooft sobre la relación entre la teoría de cuerdas y la cromodinámica cuántica, llevando la teoría de cuerdas a sus raíces como una teoría de la física nuclear. Los resultados de Maldacena también proporcionaron una realización concreta del principio holográfico con importantes implicaciones para la gravedad cuántica y la física de los agujeros negros.  Para el año 2015, el documento de Maldacena se había convertido en el documento más citado en física de alta energía con más de 10.000 citas. Estos artículos posteriores han proporcionado pruebas considerables de que la correspondencia es correcta, aunque hasta ahora no se ha demostrado rigurosamente.

### AdS/CFT encuentra aplicaciones
Artículos principales: AdS/QCD y AdS/CMT
En 1999, después de tomar un trabajo en la universidad de Columbia, el físico nuclear Đàm Thanh Sơn hizo una visita a Andrei Starinets, un amigo de los días del estudiante de Sơn que sucedió hacer un doctorado. En la teoría de cuerdas en la Universidad de Nueva York. Aunque los dos hombres no tenían intención de colaborar, Sơn pronto se dio cuenta de que los cálculos de AdS/CFT que Starinets estaba haciendo podían arrojar luz sobre algunos aspectos del plasma quark-gluon, un estado exótico de materia producido cuando los iones pesados chocaban a altas energías. En colaboración con Starinets y Pavel Kovtun, Sơn fue capaz de utilizar la correspondencia AdS/CFT para calcular un parámetro clave del plasma. Como recordó más tarde Sơn: "Hicimos el cálculo en su cabeza para darnos una predicción del valor de la viscosidad de corte de un plasma... Un amigo mío en física nuclear bromeó que el nuestro fue el primer artículo útil que salió de Teoría de cuerdas".
Hoy en día los físicos siguen buscando aplicaciones de la correspondencia AdS/CFT en la teoría de campos cuánticos. Además de las aplicaciones a la física nuclear defendidas por Đàm Thanh Sơn y sus colaboradores, los físicos de la materia condensada tales como Subir Sachdev han utilizado métodos de la teoría de la cuerda para entender algunos aspectos de la física de la materia condensada. Un resultado notable en esta dirección fue la descripción, a través de la correspondencia AdS/CFT, de la transición de un superfluido a un aislante. Otro sujeto emergente es la correspondencia fluido/gravedad, que utiliza la correspondencia AdS/CFT para traducir problemas en la dinámica de fluidos en problemas en la relatividad general.